# Osterberg (Wehrendorf)
Der Osterberg ist ein 172,6 m ü. NHN hoher Berg im Wiehengebirge südöstlich von Bad Essen-Wehrendorf in Niedersachsen.

## Lage
Der bewaldete Osterberg ist Teil des lang gestreckten und fast durchgängig bewaldeten Wiehengebirges. Westlich (Westerberg) und östlich (Sonnenbrink) finden sich auf dem Hauptkamm nicht weit entfernte Berge, die etwa ähnlich hoch wie der Osterberg sind. Der Osterberg wird kaum als markanter eigenständiger Gipfel wahrgenommen, da der wegen des Sonnenbrinkturms bekanntere Sonnenbrink nur rund 400 m entfernt liegt und die Scharte im durchgängigen Waldgebiet zwischen den Gipfeln kaum erkennbar ist. Westlich des Osterbergs finden sich auf dem Hauptkamm des Wiehengebirges jedoch keine höheren Gipfel mehr.
Nach Norden fällt der Berg in die Norddeutsche Tiefebene ab. Im Westen trennt der Übergang der L 85 mit dem Durchbruch des Wehrendorfer Mühlenbachs den Osterberg vom Westerberg. Der Mühlenbach entspringt am Südhang des Sonnenbrinks und fließt an der Südflanke des Osterbergs Richtung L 85. Am Nordhang des Osterbergs entspringt ein namenloser Bach, der die Gräfte von Schloss Hünnefeld speist. Die Gipfelregion wird dadurch vollständig Richtung Hunte entwässert. Südwestlich und nordwestlich des Gipfels liegen Tongruben; der Ton wird von einem Bad Essener Unternehmen zu Bodenkeramik verarbeitet wird.
Nur rund 5 km östlich liegt auf dem Hauptkamm des Wiehengebirges bei Bad Essen-Hüsede ein weiteres, etwas höheres Bergpaar: Oster- und Westerberg.

## Tourismus
Unweit südlich des Gipfels verlaufen der Wittekindsweg, der E11 und der DiVa Walk.